# Touch (canción de Little Mix)
«Touch» es una canción del grupo británico Little Mix. Es el segundo sencillo de su álbum de estudio Glory Days (2016).

## Rendimiento comercial
La canción ha alcanzado el puesto número 4 en Reino Unido y vendido oficialmente más de un millón de copias mundialmente.

## Presentaciones en vivo
La canción fue presentada por primera vez el 11 de diciembre de 2016 en la final de The X Factor junto con su canción Oops con Charlie Puth.
El sencillo también fue presentado en The Late Late Show With James Corden el 29 de marzo de 2017. También fue añadida al repertorio de su gira de verano Summer Shout Out Tour y su gira promocional Glory Days Tour.

## Posicionamiento en listas

### Semanales
| Australia       | Australian Singles Chart      | 13  |
| Bélgica (Fl)    | Ultratop                      | 26  |
| Bélgica (W)     | Ultratip                      | 23  |
| Canadá          | Canadian Hot 100              | 57  |
| Escocia         | Scottish Singles Chart        | 3   |
| Eslovaquia      | Singles Digital Top 100       | 45  |
| Filipinas       | Philippine Hot 100            | 33  |
| Francia         | French Singles Chart          | 195 |
| Hungría         | Single Top 40                 | 37  |
| Irlanda         | Irish Singles Chart           | 5   |
| Nueva Zelanda   | NZ Top 40 Singles Chart       | 22  |
| Países Bajos    | Single Top 100                | 69  |
| Portugal        | AFP                           | 77  |
| Reino Unido     | UK Singles Chart              | 4   |
| República Checa | Singles Digitál Top 100       | 40  |
| Suecia          | Sverigetopplistan Heatseekers | 6   |

### Certificaciones
| País          | Organismo certificador | Certificación | Ventas certificadas | Ref.   |
| ------------- | ---------------------- | ------------- | ------------------- | ------ |
| Australia     | ARIA                   | 2× Platino    | 140 000             | [ 19 ] |
| Bélgica       | BEA                    | Oro           | 15 000              | [ 20 ] |
| Brasil        | PMB                    | 2x Platino    | 80 000              | [ 21 ] |
| Canadá        | Music Canada           | Platino       | 80 000              | [ 22 ] |
| Italia        | FIMI                   | Oro           | 25 000              | [ 23 ] |
| Nueva Zelanda | RMNZ                   | Oro           | 15 000              | [ 24 ] |
| Países Bajos  | NVPI                   | Oro           | 10 000              | [ 25 ] |
| Reino Unido   | BPI                    | 2x Platino    | 1 200 000           | [ 26 ] |